# Ellen Hanley
Ellen Hanley (Lorain, 15 maggio 1926 – Norwalk, 12 febbraio 2007) è stata un'attrice teatrale statunitense di musical teatrali, famosa soprattutto per la sua interpretazione della prima moglie di Fiorello LaGuardia nel musical Fiorello!, vincitore del premio Pulitzer.

## Biografia
Nata in una cittadina dell'Ohio, fece il suo debutto nel musical Annie Get Your Gun nel 1946. L'anno seguente apparve in Barefoot Boy With Cheek che le valse il Theater World Award per la sua interpretazione di Clothilde Pfefferkorn.
Nel 1951 sposò l'attore Ronnie Graham. Ebbero due figli, Nora e Julian. La coppia divorziò nel 1963.
Nel 1952 ebbe una parte nella rivista Two's Company. Nel 1959 sostituì l'attrice Polly Bergen in First Impression, un musical tratto dal romanzo di Jane Austen Orgoglio e pregiudizio, nel ruolo principale di Elizabeth Bennet.
Sempre nello stesso anno recitò in Fiorello!; il musical di Jerry Bock e Sheldon Harnick fu un successo e fu replicato ben 800 volte. Nel 1963 la Hanley recitò in The Boys from Syracuse, un musical basato su La commedia degli errori di William Shakespeare.
Ellen Hanley morì all'età di 80 anni, a Norwalk in Connecticut, dopo aver combattuto una lunga battaglia contro il cancro.

## Carriera
- Annie Get Your Gun (1946-1949)
- Barefoot Boy With Cheek (1947)
- Two's Company (1952 - 1953)
- First Impressions (1959)
- Fiorello! (1959 - 1961)
- The Fig Leaves Are Falling (1962)
- The Boys from Syracuse (1963)
- 1776 (1969-1972)